# Liste des épisodes de Kamen Rider Drive
Cet article présente la liste des épisodes de la série télévisée intitulées Kamen Rider Drive et diffusées de 2014 à 2015.
| N° de production | N° de saison | Traduction française                            | Titre original                       |
| ---------------- | ------------ | ----------------------------------------------- | ------------------------------------ |
| 01               | 01           | Pourquoi mon temps s'est-il arrêté ?            | 俺の時間は何故止まったのか ？        |
| 02               | 02           | C'est quoi un Kamen Rider ?                     | 仮面ライダーとはなにか ？            |
| 03               | 03           | Qui a volé le sourire de cette femme ?          | だれが彼女の笑顔を奪ったのか ？      |
| 04               | 04           | À quoi pense ce chasseur orgueilleux ?          | 誇り高き追跡者はなにを想うのか ？    |
| 05               | 05           | Quel est le but de ces bandits d'acier ?        | 鋼の強盗団はなにを狙うのか ？        |
| 06               | 06           | Pour qui ce guerrier lutte-t-il ?               | 彼は誰と戦う戦士？                   |
| 07               | 07           | Ce moment crucial a été photographié ?          | 決定的な瞬間を撮影したのですか？     |
| 08               | 08           | Quel est le secret qui demeure dans ce coffre ? | トランク内の秘密の遺跡とは何ですか？ |